# Купер, Джинн
Вилма Джинн Купер (англ. Wilma Jeanne Cooper, известная просто как Джинн Купер (англ. Jeanne Cooper; 25 октября 1928, Тафт, Калифорния — 8 мая 2013, Лос-Анджелес, Калифорния) — американская актриса, чья карьера охватывает шесть десятилетий. За свою карьеру она дважды была номинирована на премию «Эмми», а также одиннадцать раз на «Дневную премию Эмми», выиграв однажды в 2008 году в категории «Лучшая актриса в драматическом сериале». Купер, выиграв премию в восьмидесятилетнем возрасте, стала старейшем лауреатом награды в ведущей категории премии. В 1993 году она получила собственную звезду на Голливудской «Аллее славы».

## Биография
Джинн Купер родилась в Калифорнии и начала свою карьеру в начале 1950-х. Её первая роль на большом экране была в вестерне 1953 года The Redhead from Wyoming с Гленном Фордом. В последующие два десятилетия Купер продолжала активно сниматься в кино и на телевидении, в основном играя характерные роли. Наиболее успешные её роли были в телевизионных вестернах «Мэверик», «Бонанза», «Дымок из ствола» и «Большая долина», а также в юридическом сериале «Перри Мейсон» и мистическом сериале «Сумеречная зона».
В 1962 году Купер получила свою первую номинацию на премию «Эмми» за роль в сериале «Бен Кэйси». В общей сложности Купер снялась более чем в ста тридцати телевизионных и кинопроектах на протяжении своей карьеры.
В 1973 году Купер, с целью привлечь аудиторию к новому шоу, была приглашена на роль Кэтрин Ченселлор в дневную мыльную оперу «Молодые и дерзкие». Хотя изначально актриса не планировала сниматься в мыльной опере, она в итоге благодаря отклику в прессе и со стороны зрителей осталась в шоу и держит рекорд как единственный член актёрского состава, который участвует в сериале на протяжении сорока лет. Её персонаж добился известности благодаря многолетней борьбе с алкоголизмом, потере четырёх мужей, а также многим другим спорным моментам.
В 1984 году Купер и её героиня сделали подтяжку лица, которая была вписана в сюжет сериала и была показана по телевидению, что вызвало шок у зрителя.
Купер была номинирована на «Эмми» за свою роль в телесериале «Закон Лос-Анджелеса» в 1987 году. В 1993 году получила собственную звезду на «Голливудской „Аллее славы“», а в 2004 была удостоена специальной «Дневной премий Эмми» за жизненные достижения.
С 1954 по 1977 год она была замужем на продюсером Гарри Бернсеном, от брака с которым у неё трое детей, они были вместе в течение 23 лет. По словам Купер, они оставались друзьями до самой его смерти в 2008 году.
В 2012 году Купер выпустила свои мемуары Not Young, Still Restless: A Memoir. Книга стала бестселлером по версии The New York Times. В книге она рассказывала о сексуальных домогательствах в детстве, внезапной смерти матери и своих страданиях от трижды перенесенной двойной пневмонии.
В последние годы Купер страдала от проблем со здоровьем и в октябре 2011 года даже покидала «Молодые и дерзкие», чтобы пройти лечение в больнице. Майкл Лернед кратко заменяла Купер, пока она не вернулась к роли в декабре 2011 года. В апреле 2013 года Купер была госпитализирована в критическом состоянии. Она скончалась утром 8 мая 2013 года.

## Избранная фильмография
- 1953 — Рыжая из Вайоминга / The Redhead from Wyoming — Мира
- 1953 — Человек из Аламо / The Man from the Alamo — Кейт Ламар
- 1953 — Тени надгробной плиты / Shadows of Tombstone — Мардж
- 1955 — Нагая улица / The Naked Street — Эвелин Шрайнер
- 1956 — Хьюстонская история / The Houston Story — Мэдж
- 1957 — Рок всю ночь / Rock All Night — Мэйбл
- 1957 — Дорогой воровства / Plunder Road — Фрэн Вернер
- 1962 — Захватчик / The Intruder — Ви Гриффин
- 1963 — Проклятый зоопарк / Black Zoo — Эдна Конрад
- 1965 — Славные парни / The Glory Guys — Рэйчел  Маккейб
- 1967 — Тони Роум / Tony Rome — Лорна
- 1968 — Бостонский душитель / The Boston Strangler — Хлоя
- 1969 — Дни в Долине Смерти / Death Valley Days — Рейчел Барретт (в эпизоде A Gift)
- 1970 — Жил был обманщик / There Was a Crooked Man... — проститутка
- 1972 — Сенсация Канзас-сити / Kansas City Bomber — Вивьен
- 1973 — Типичный американский парень / The All-American Boy — Нола
- 1992 — Замороженные вклады / Frozen Assets — миссис Шепард